# Liesl Tesch
Liesl Tesch, AM (nascida em 17 de maio de 1969) é uma atleta paralímpica australiana que compete nas modalidades vela e basquetebol em cadeira de rodas. Em 2016, Tesch foi aos Jogos Paralímpicos do Rio de Janeiro, no Brasil, onde conquistou a medalha de ouro, em parceria com Daniel Fitzgibbon, na categoria Skud 18. Também disputou os Jogos Paralímpicos de 2012 em Londres, ficando com o ouro, além de bronze nos mundiais de 2014 e 2016.

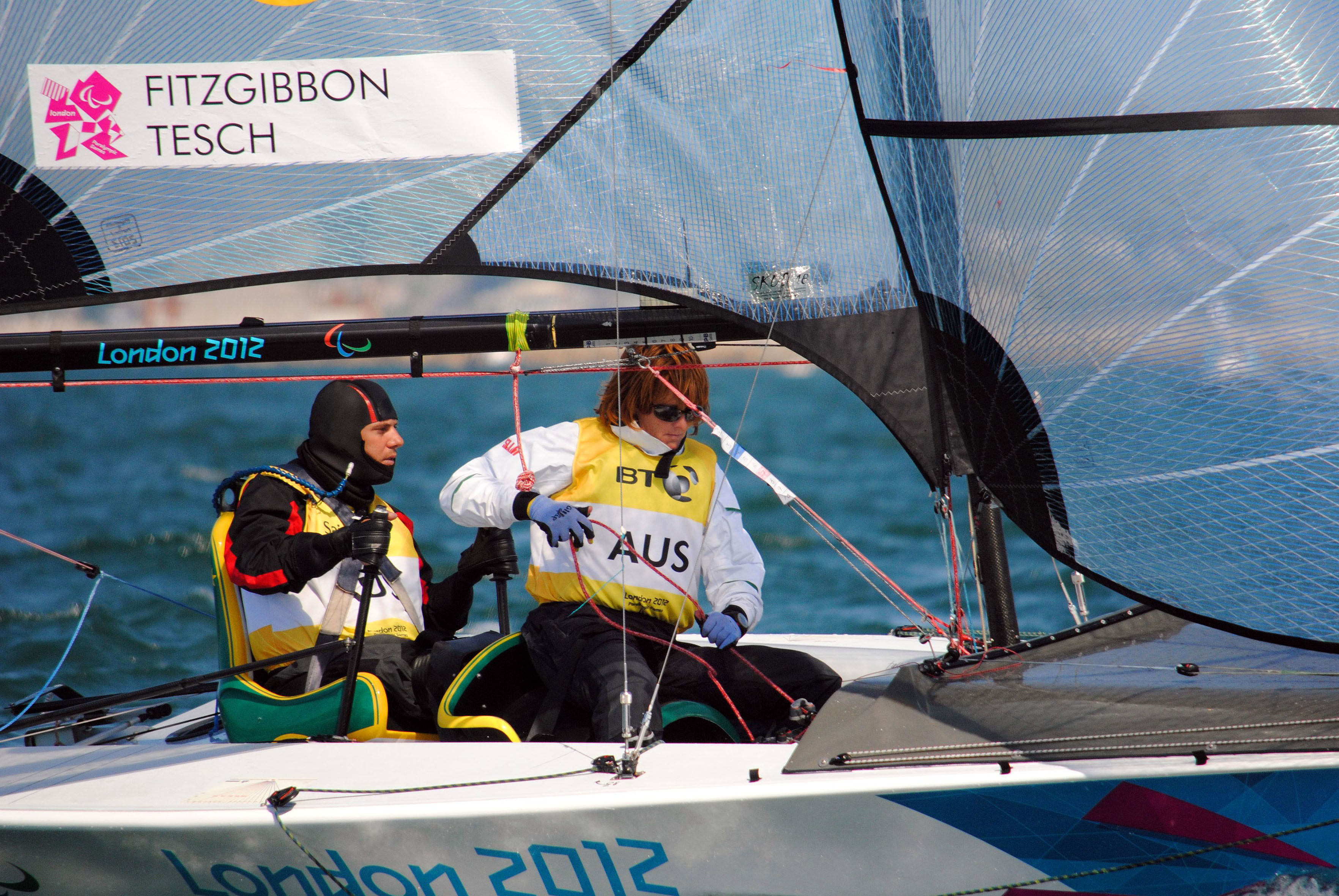
Tesch velejando nas Olimpíadas de Londres, em 2012.